# Bathyclupea hoskynii
Bathyclupea hoskynii är en fiskart som beskrevs av Alcock, 1891. Bathyclupea hoskynii ingår i släktet Bathyclupea och familjen Bathyclupeidae. Inga underarter finns listade.